# Harry Joe Brown
Harry Joe Brown (ur. 22 września 1890 w Pittsburgh w stanie Pensylwania, zm. 28 kwietnia 1972 w Palm Springs w stanie Kalifornia) – amerykański reżyser i producent filmowy.

## Filmografia
reżyser
- 1925: Bashful Buccaneer
- 1930: Song of the Caballero
- 1930: Mountain Justice
- 1933: Sitting Pretty
- 1944: Knickerbocker Holiday

producent
- 1925: Easy Money
- 1927: The Red Raiders
- 1932: Westward Passage
- 1949: Doolinowie z Oklahomy
- 1956: 7th Cavalry
- 1960: Porwana przez Komanczów
- 1967: Czas zabijania

## Wyróżnienia
Posiada swoją gwiazdę na Hollywoodzkiej Alei Gwiazd.